# Broich (Mülheim an der Ruhr)
Broich (gesprochen mit langem, geschlossenem „o“ und kurzem i) ist ein Stadtteil der kreisfreien
nordrhein-westfälischen Stadt Mülheim an der Ruhr. Dort befindet sich das Schloss Broich, das auf eine frühmittelalterliche Hellweg-Festung zurückgeht.

## Lage

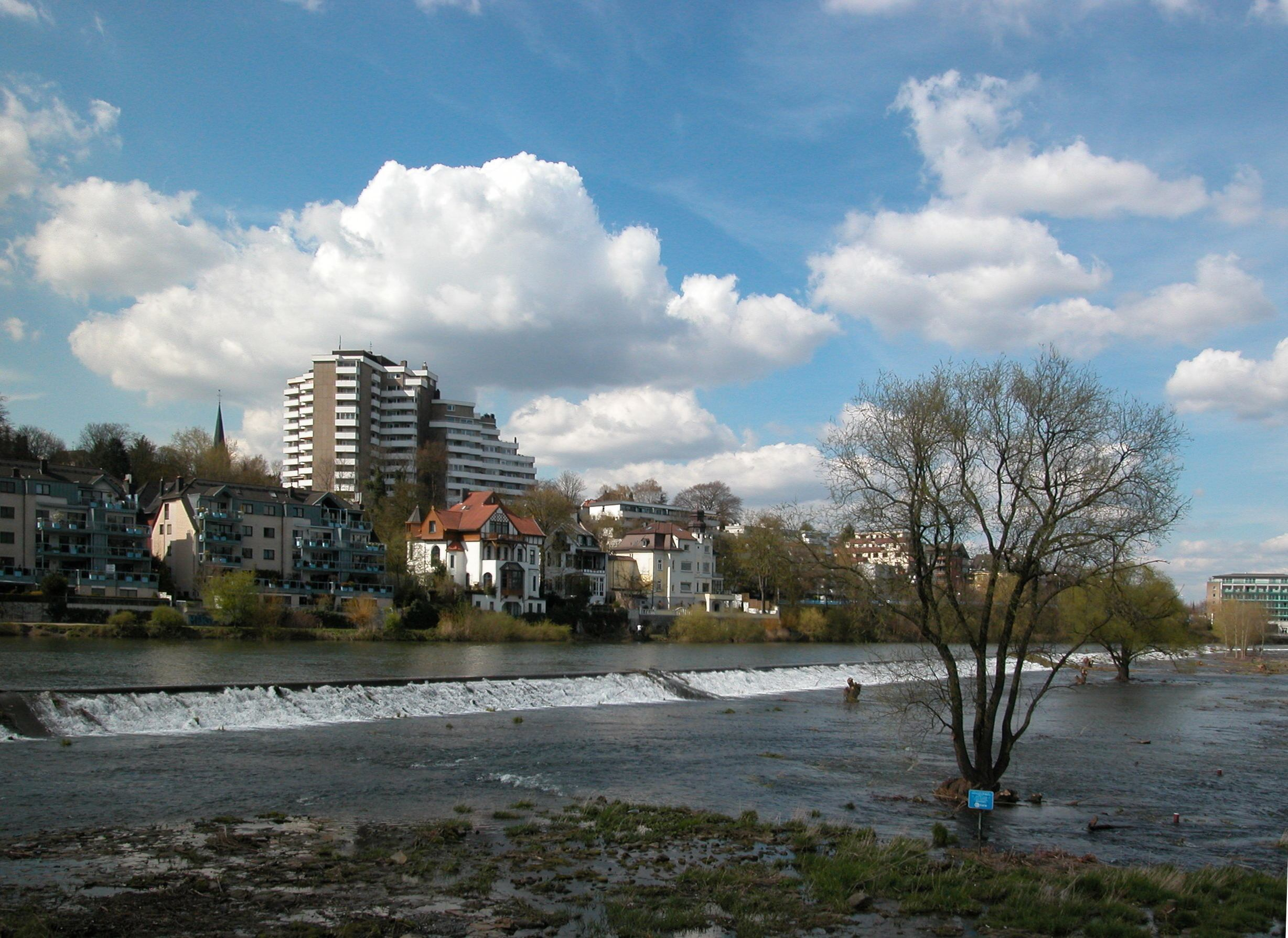
Blick vom Wasserkraftwerk Kahlenberg auf das Broicher Ruhrufer

Broich liegt am historischen Hellweg im Stadtbezirk Linksruhr und grenzt an Speldorf, durch die Ruhr getrennt an die Stadtteile Altstadt I, Altstadt II und weiterhin an Saarn und an die Duisburger Stadtteile Bissingheim und Neudorf.
Traditionell war Broich geteilt in Unterbroich (unmittelbar an der Ruhr gelegen) und Oberbroich, wobei Oberbroich durch die Siedlungserweiterungen der 1970er Jahre stark an Bedeutung gewachsen ist, während Unterbroich nach Grünflächenerweiterungen im Rahmen der Landesgartenschau Mülheim (MüGa) 1992 nur noch eine kleine Siedlungsfläche in den neu ergrünten Ruhrauen darstellt.
Der Ort weist eine gemischte Wohnbebauung auf. Die nördlichen Bereiche sind überwiegend durch Mehrfamilienhäuser aus sehr unterschiedlichen Baujahren geprägt. In den zentralen und südlichen Bereichen Broichs befinden sich hingegen vermehrt Ein- bis Zweifamilienhäuser, kleine Mehrfamilienhäuser und vereinzelt auch Wohnhochhäuser. Im südlichsten Bereich des Ortes befindet sich mit einem Teil des Villenviertels „Uhlenhorst“ eine der gehobensten Wohnlagen der Stadt in Broich. Hier dominieren großzügige Einfamilienhäuser mit großen, teilweise parkähnlichen Grundstücken das Ortsbild.

## Namensherkunft
Der Name Broich geht auf die niederfränkische Bezeichnung für einen Bruch (Sumpf) zurück und meint ein Feuchtgebiet, besonders an Flussniederungen, wie es auch unterhalb vom Schloss Broich zu finden ist. Auf der Karte von 1640 ist Broich in der damaligen niederländischen Schreibweise Broeck (sprich Bruuk, mit Dehnungs-c und niederländischem „oe“, vergleiche Roer-oort für Ruhrort) zu finden. Obwohl im Mülheimer Platt neben Brook oder Brooke auch die Aussprache „Brooch“ (analog zu Grevenbroich und Korschenbroich mit rheinischem Dehnungs-i) zu finden ist, herrscht heute überwiegend die Aussprache Broich (mit gesprochenem i) vor.

## Schulen
In Broich gibt es vier Grundschulen, die als Gemeinschaftsgrundschule geführte Pestalozzi-Grundschule, die Kurfürsten Grundschule, die Katholische Grundschule Broich und die Städtische Gemeinschaftsgrundschule am Krähenbüschken, ferner zwei weiterführende Schulen, und zwar die Städtische Realschule Broich und das Städtische Gymnasium Broich.

## Verkehr
Bis 1968 hatte Broich einen Bahnhof an der Eisenbahnstrecke Kettwig–Styrum, der Unteren Ruhrtalbahn. Das Bahnhofsgebäude wurde abgerissen, heute liegt hier ein Kinderspielplatz.
Von 1874 bis 1959 bestand in Broich das Eisenbahnausbesserungswerk Speldorf, benannt nach dem nahegelegenen Bahnhof Speldorf. Seit 1991 stehen einige der Großbauten auf dem Gelände unter Denkmalschutz.

## Politik
Broich gehört zum Stadtbezirk Linksruhr und somit zur Bezirksvertretung 3. Der Broicher Süden gilt als CDU-Hochburg, im Broicher Norden hingegen erhält die SPD in der Regel die meisten Stimmen, bei der Stadtratswahl 2020 kamen allerdings die Die Grünen im Wahlbezirk Broich-Nord auf Platz eins. Im folgenden Diagramm ist das Ergebnis der Mülheimer Stadtratswahl in Broich angegeben:

## Freizeit und Kultur
In Broich liegt der Steinbruch Rauen, in dem über Jahrzehnte Ruhrsandstein abgebaut wurde. Im Rahmen dieser Arbeiten wurden etliche kreidezeitliche Fossilien gefunden, die großteils im Ruhr Museum lagern und ausgestellt werden.
Auf dem ehemaligen Bahngelände nördlich des Bahnhofs liegt heute der zur Landesgartenschau 1992 angelegte MüGa-Park (Mülheims Garten an der Ruhr). In den Ringlokschuppen des ehemaligen Reichsbahnausbesserungswerkes Speldorf zog 1995 das Kulturzentrum „Ringlokschuppen Mülheim an der Ruhr“ ein.

## Söhne und Töchter (Auswahl)
- Karl Schönstedt (1833–1924), Richter, 1894–1905 preußischer Justizminister